# Denemarken op het Eurovisiesongfestival 1999
Denemarken werd op het Eurovisiesongfestival 1999 in Jeruzalem vertegenwoordigd door Trine Jepsen en Michael Teschl, met het lied This time I mean it. Het was de dertigste deelname van Denemarken aan het songfestival. Voor het eerst werd de Deense inzending op het Eurovisiesongfestival in het Engels vertolkt.

## Finale
De Dansk Melodi Grand Prix, gehouden in Kopenhagen, werd gepresenteerd door Keld Heick. Vijf artiesten namen deel aan deze finale. De winnaar werd gekozen door 5 jury's: vier regionale jury's en een expertjury.

| Volgorde | Artiest                       | Lied               | Plaats | Punten |
| -------- | ----------------------------- | ------------------ | ------ | ------ |
| 1        | Stine Findsen                 | Flammer under vand | 3      | 42     |
| 2        | Clark Best                    | Kys mig i nat      | 4      | 30     |
| 3        | Jacob Haugaard                | 3 x euro           | 2      | 44     |
| 4        | Trine Jepsen & Michael Teschl | Denne gang         | 1      | 60     |
| 5        | Susanne Marcussen             | To hjerter         | 5      | 24     |

## In Jeruzalem
Denemarken moest tijdens het songfestival als negende aantreden, na Noorwegen en voor Frankrijk. Aan het einde van de puntentelling bleek dat Jepsen en Teschl op een gedeelde achtste plaats waren geëindigd met 71 punten.
Ze ontvingen eenmaal het maximum van 12 punten.
België  en Nederland hadden geen punten over voor deze inzending.

### Gekregen punten

#### Finale
| 12 punten                                              | 10 punten | 8 punten          | 7 punten  | 6 punten  |
| ------------------------------------------------------ | --------- | ----------------- | --------- | --------- |
| - IJsland                                              |           | - Cyprus - Zweden | - Ierland | - Estland |
| 5 punten                                               | 4 punten  | 3 punten          | 2 punten  | 1 punt    |
| - Oostenrijk - Slovenië - Spanje - Verenigd Koninkrijk | - Malta   | - Portugal        | - Israël  | - Polen   |

### Punten gegeven door Denemarken

#### Finale
Punten gegeven in de finale:
| 12 punten | IJsland               |
| 10 punten | Zweden                |
| 8 punten  | Bosnië en Herzegovina |
| 7 punten  | Nederland             |
| 6 punten  | Noorwegen             |
| 5 punten  | Duitsland             |
| 4 punten  | Estland               |
| 3 punten  | Oostenrijk            |
| 2 punten  | Israël                |
| 1 punt    | Verenigd Koninkrijk   |

1957 · 1958 · 1959 · 1960 · 1961 · 1962 · 1963 · 1964 · 1965 · 1966 · 1967-1977 · 1978 · 1979 · 1980 · 1981 · 1982 · 1983 · 1984 · 1985 · 1986 · 1987 · 1988 · 1989 · 1990 · 1991 · 1992 · 1993 · 1994 · 1995 · 1996 · 1997 · 1998 · 1999 · 2000 · 2001 · 2002 · 2003 · 2004 · 2005 · 2006 · 2007 · 2008 · 2009 · 2010 · 2011 · 2012 · 2013 · 2014 · 2015 · 2016 · 2017 · 2018 · 2019 · 2020 · 2021 · 2022 · 2023 · 2024 · 2025